# Даутпхетал
Даутпхетал (њем. Dautphetal) општина је у њемачкој савезној држави Хесен. Једно је од 22 општинска средишта округа Марбург-Биденкопф. Према процјени из 2010. у општини је живјело 11.833 становника. Посједује регионалну шифру (AGS) 6534007.

## Географски и демографски подаци
Даутпхетал се налази у савезној држави Хесен у округу Марбург-Биденкопф. Општина се налази на надморској висини од 220-533 метра. Површина општине износи 72,0 km². У самом мјесту је, према процјени из 2010. године, живјело 11.833 становника. Просјечна густина становништва износи 164 становника/km².

## Међународна сарадња
| Мјесто | Држава   | Врста сарадње | Од    |
| ------ | -------- | ------------- | ----- |
| Цико   | Мађарска | партнерство   | 1997. |
| Извор  |          |               |       |